# برنار پنگو
برنار پنگو (۱۲ اکتبر ۱۹۲۳–۲۵ فوریه ۲۰۲۰) نویسنده فرانسوی بود.

## زندگی‌نامه
پینگود در Lycée Pasteur de Neuilly در نویی-سور-سن و Lycée Henri IV در پاریس تحصیل کرد. در سال ۱۹۴۳، در مدرسه عالی نرمال ثبت نام کرد و سپس تا سال ۱۹۷۴ دبیر مجلس شورای ملی شد. او اولین رمان خود را با عنوان Mon beau navire در سال ۱۹۴۳ منتشر کرد.